# 長江生命科技
長江生命科技集團有限公司（英文：CK Life Sciences Intl Holdings）（港交所：0775），簡稱長江生命科技，於港交所的主板上市，為長江和記實業有限公司成員之一，董事局主席是李嘉誠長子李澤鉅。公司主要從事生物科技產品的研發、商品化、推廣及銷售業務。曾經從世界經濟論壇獲得2004年度「科技先驅」公司獎項。公司在2000年成立，在2002年於創業板上市，當時上市編號為（港交所：8222），2008年移至主板上市。
該公司自2002年上市，至2010年這八年間，從未攤派任何利息予股東，除不派息外，更要股東供股。此外，股價每年均下跌。
2012年10月11日繼2012年2月收購CWT葡萄園資產以來，再下一城，以945萬澳元（約7500萬港元），購入西澳洲Margaret River地區的三個葡萄園。完成有關收購後，長江生命旗下的葡萄園面積增至約5700公頃，規模相當於逾70%香港島的面積。其更為澳紐地區第二大葡萄園主。
2012年11月29日，其間接全資附屬公司Maehtech以1.5億澳元（約12.14億港元），全面收購Cheetham。Cheetham主要於澳洲、新西蘭及亞洲若干地區從事生產、提煉及分銷食用鹽及工業鹽產品的業務。
2013年12月19日，該公司和長江基建把分別當時持有AquaTower Pty Ltd，51%和49%股權，出售予AMP Capital Funds Management Limited若干旗下2家基金AMP Capital Community Infrastructure Trading Trust和AMP Capital Core Infrastructure Trust，涉資金額9,402,055 澳元，原因是受到長期虧損。
2015年，公司购得澳洲最大的谷物农场，这项价值为2400万澳元的协议已于21日通过澳大利亚海外投资审查委员会（Foreign Investment Review Board）的审批。尼科莱蒂东部农场位于西澳中西部地区默勒瓦（Mullewa）附近，占地面积约为7万公顷，此为澳洲历史上自有永久产权土地的最大持有量。
2019年，集團旗下一間專注於腫瘤免疫學的生物公司Polynoma的黑色素瘤抗原疫苗(seviprotimut-L)免疫療法研究初始數據正面
2020年，集團與新加坡科技研究院(A Star)簽訂協議，在香港和全球分銷以CoV-2冠狀病毒逆轉錄聚合酶鏈式反應「RT-PCR」進行COVID-19測試的檢測試劑盒。
2020年5月長江生命加入MSCI明晟指數成分股。
2020年6月，集團旗下的黑色素瘤候選疫苗seviprotimut-L)獲美國FDA批准快速通道資格認定申請 (Fast-Track Designation）
2021年3月，長江生命加入深港通調整港股通股票名單
2022年7月，長江生命科技子公司、長和附屬公司計劃共同投資Pharus Inc.，一家專注於癌症早期檢測分子診斷的研究、開發及商業化公司。
長江生命科技表示，公司涉及的產品及資產涵蓋保健、醫藥及農業相關業務，今次共同投資可與現有醫藥研發業務產生協同效應，並可能獲得具吸引力的回報及資本增值，經考慮市場前景及未來盈利潛力等因素，董事認為認購協議條款公平合理，符合股東整體利益。
2022年11月，長江生命科技與晶泰科技開發ＡＩ腫瘤疫苗研發平台，此次與晶泰科技合作，將借助晶泰科技的AI算法、分子建模和自動化實驗等平台技術，加快腫瘤疫苗的研發速度，提高研發的成功率以及增加腫瘤疫苗的殺傷腫瘤效果。
2022年11月30日，長江生命科技旗下公司 WEX Pharmaceuticals Inc.發布公告中提及旗下的 Halneuron (Tetrodotoxin or TTX)獲中國、新加坡、台灣、韓國、美國及加拿大監管部門授權2B期臨床試驗申請。 Halneuron 是首次在中國以外的亞洲患者群體進行評估。